# Keude Keumuneng
Keude Keumuneng is een bestuurslaag in het regentschap Aceh Timur van de provincie Atjeh, Indonesië. Keude Keumuneng telt 493 inwoners (volkstelling 2010).